# Sterndüne

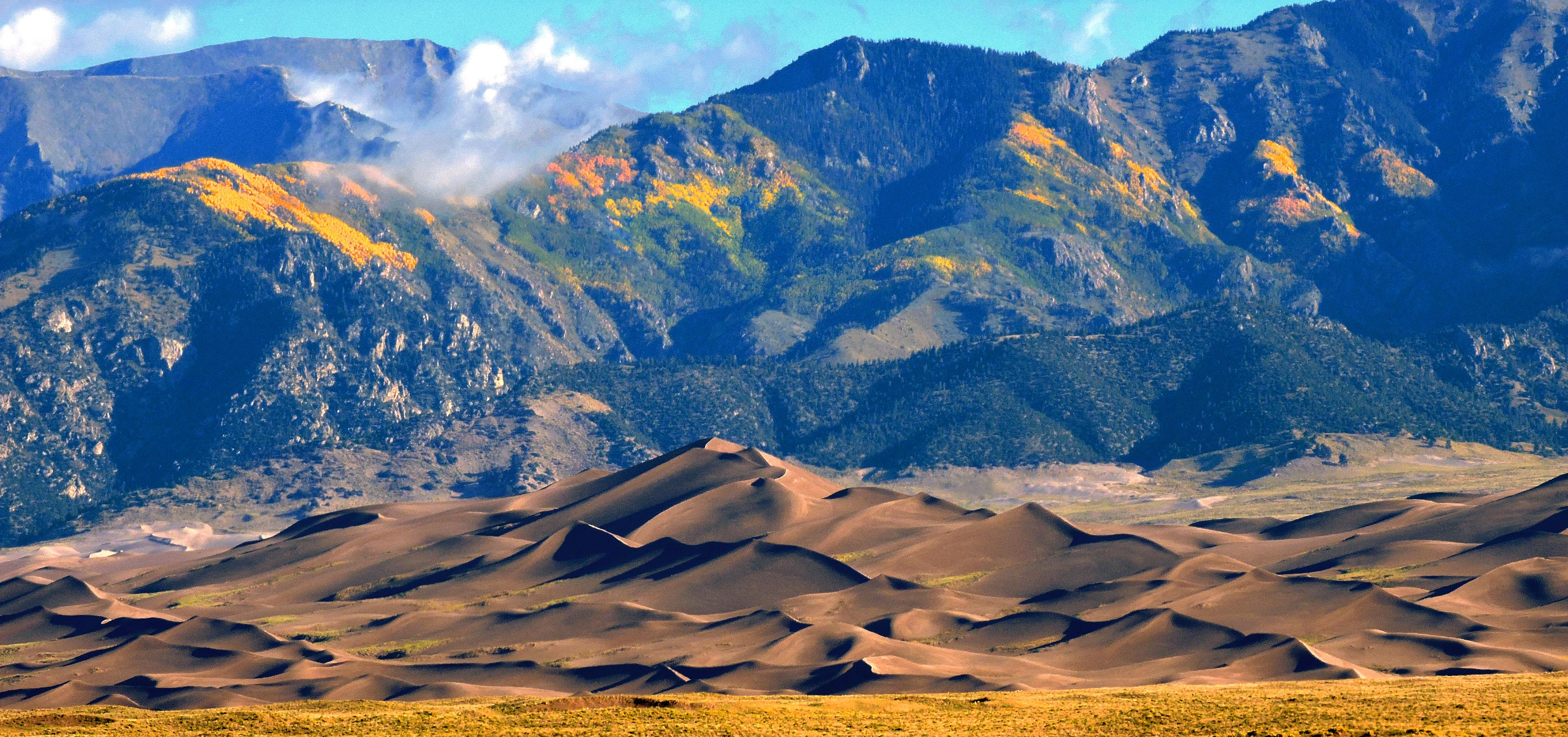
Eine Sterndüne im Great-Sand-Dunes-Nationalpark im US-Bundesstaat Colorado vor der Sangre de Cristo Range – auf den Bergrücken Espen im „goldenen“ Herbstkleid

Sterndünen (auch Kreuz- oder Pyramidendünen) sind im Durchschnitt bis zu 300 m hohe, komplex aufgebaute Dünen, die zu den Transportkörpern der Draa-Dünen gerechnet werden. Bei Vorhandensein großer Sandmengen entstehen sie durch stark wechselnde, sich jahreszeitlich oder meteorologisch überlagernde Windrichtungen. Die Lala Lallia in Marokko im Erg Chebbi in der Sahara nahe der Grenze zu Algerien wandert dabei aufgrund des zeitweisen lokalen Ostwinds nach Westen.

## Etymologie
Die Bezeichnung leitet sich ab vom gleichmäßigen, in der Draufsicht sternförmigen Grundriss, Kreuzdüne von den kreuzförmig angeordneten Seitenarmen. Der Begriff Pyramidendüne bezieht sich auf die Pyramidenform. Das Arabische Ghourd bzw. Rhourd bedeutet Sanddüne.

## Beschreibung
In vielen Sandwüsten (engl. sand seas) stellt die Sterndüne die größte Dünenform dar, welche die umgebenden Deflationsebenen meist um 150 bis 250 Meter überragt – in seltenen Fällen erreicht sie bis zu 400 Meter Höhe. Ihr Sandvolumen ist von allen Dünentypen am bedeutendsten. Sterndünen treten folglich in den Ablagerungszentren der jeweiligen Sandwüsten auf. Ihre räumliche Verteilung ist generell komplex bis regellos, manchmal können jedoch ihre Spitzen wie beispielsweise in der Namib aus longitudinal ausgerichteten Kämmen emporragen.
Die Abstände zwischen Sterndünen variieren zwischen 150 und 3.000 Metern, in seltenen Fällen werden auch bis 4.000 Meter erreicht, wobei individuelle Dünenfelder deutliche Unterschiede für diesen Parameter an den Tag legen: So betragen die Abstände im mexikanisches Gran Desierto de Pinacate 150 bis 500 Meter, während in der Namib mit 1.200 bis 3.000 Metern wesentlich höhere Werte erzielt werden. Die Höhenverteilung kann zwischen 20 und 300 Metern schwanken (Gran Desierto de Pinacate 20 bis 150 Meter, Namib 70 bis 300 Meter). Ihr Verhältnis Höhe zu Abstand (h/L) bewegt sich zwischen 0,12 und 0,43 und erreicht somit wesentlich höhere Werte als z. B. bei Sichel- oder Seifdünen.
Sterndünen besitzen einen charakteristischen pyramidalen Aufbau mit mehreren Lawinenhängen (engl. avalanche faces oder slip faces), wobei drei, vier oder mehr Arme meist von einem zentralen Gipfelpunkt ausstrahlen. Gewöhnlich besitzt jeder Arm einen eigenen, gut ausgebildeten Rutschhang, der zu unterschiedlichen Zeiten in Aktion tritt. Gelegentlich gehen die Arme auch von mehreren Gipfeln aus, welche untereinander durch hohe Grate verbunden werden. Jeder Arm besteht aus einem scharfen, gebogenen Kamm, dessen Rutschhang je nach vorherrschender Windrichtung die Seite wechseln kann. Die individuellen Arme sind nicht einheitlich ausgebildet, vielmehr zeigen Sterndünen in ganz bestimmten Vorzugsrichtungen längere Primärarme. Der obere Abschnitt vieler Sterndünen ist relativ steil mit Einfallswinkeln von 15 bis 30°. Ihr breiter, schürzenartiger Unterbau ist gegenüber den Ausblasungsebenen, in denen auch Anstehendes zum Vorschein kommen kann, flach geneigt (mit Winkeln um 5 bis 10°). Der Unterbau kann von barchanoiden oder revertierenden Sekundärformen überlagert werden.

## Entstehung
Für die Entstehung von Sterndünen werden folgende Erklärungen in Erwägung gezogen:
- Als Zentrum von Konvektionszellen, deren Wellenlängen ungefähr der Dicke der atmosphärischen Grenzschicht entsprechen;[11] eine Schwierigkeit dieser Erklärung liegt jedoch in der hypothetischen Ortsgebundenheit der Konvektionszellen
- An Knotenpunkten stehender Wellen in oszillierenden Strömungen
- An Knotenpunkten komplexer Dünenausrichtungsmuster, welche durch sich überkreuzende oder zusammenlaufende Sandtransportbahnen gebildet werden[12]

Vergleiche in der räumlichen Verteilung von Sterndünen mit vorherrschenden Windmustern legen nahe, dass sie sich unter komplexen und multidirektionellen Strömungsmustern bilden. Dieser Sachverhalt kommt auch im Verhältnis der resultierenden (RDP) zur totalen (DP) Sanddurchflussmenge zum Ausdruck (Verhältnis RDP/DP). Sterndünen mit komplexer Strömungsverteilung haben im Vergleich zu Linear- oder Transversaldünen ein wesentlich niedrigeres RDP/DP-Verhältnis, das im Durchschnitt bei 0,19 liegt (zum Vergleich: Längsdünen mit bimodalen Strömungen liegen mit ihrem Durchschnittswert bei 0,45, die unimodalen Transversaldünen gar bei 0,68). Das Vorkommen von Sterndünen konnte auch mit topographischen Hindernissen in Verbindung gebracht werden. Topographische Gegebenheiten haben einen sehr starken Einfluss auf Windmuster. So verändern sie beispielsweise im Erg Fachi Bilma (Sahara) und in der Namib deutlich die Richtungsabhängigkeit der Strömungen. Bei den Kelso Dunes und den Great Sand Dunes wirken topographische Hindernisse als Sandfallen.
Im Entstehungsmodell von Lancaster (1989) gehen Sterndünen aus Transversaldünen hervor, die in ein Gebiet mit wechselndem Windregime einwandern. Bedingt durch Windumkehr revertieren die ursprünglichen Transversaldünen. Nach erneuter Windumkehr in die Ausgangsrichtung bildet sich auf der Leeseite durch Querströmungen ein erster Arm. Bei erneuter Windumkehr und nachfolgender leichter Drehung in eine zweite Windrichtung wächst dann ein zweiter Arm auf der gegenüberliegenden Seite. Eine weitere, starke Drehung in eine dritte Windrichtung akzentuiert schließlich die Arme zu leicht gebogenen Formen, deren Rutschhänge jetzt in die entgegengesetzte Richtung zeigen.
Dieses Modell bestätigte sich im Grund bei der 2023 wissenschaftlich untersuchten Lala Lallia im marokkanischen Erg Chebbi in der Sahara nahe der algerischen Grenze.

### Lala Lallia
Die ältesten Teile der marokkanischen Lala Lallia sind ca. 13.000 Jahre alt (Beginn der jüngeren Dryaszeit), damit allerdings wesentlich jünger, als angesichts ihrer Größe erwartet wurde – nach ihrer Entstehung wurde sie über zunächst etwa 8.000 Jahre kaum größer und wuchs erst in den vergangenen 1.000 Jahren zu ihrer aktuellen Größe. Möglicherweise stabilisierte sie dabei vor dem Einsetzen einer großen Dürre ein verstärkter Monsunwind.

## Innerer Aufbau
Sterndünen besitzen einen sehr komplizierten inneren Aufbau, der zum Teil auf ihre Vorgeschichte und auf ihre Überlagerung durch Sekundärformen zurückzuführen ist. Die steil, mit 31 bis 33° einfallenden Foreset-Lagen ihrer Schrägschichtungskörper können aufgrund der wechselnden Windrichtungen drei und mehr Einfallsmaxima aufweisen.

## Vorkommen
Sterndünen und assoziierte revertierende Dünen (engl. reversing dunes) sind in der Sahara sehr häufig und stellen beispielsweise im Grand Erg Oriental 40 % aller Dünenformen. In der Namib, im Gran Desierto Mexikos und in den Sandwüsten Zentralasiens stellen sie 9 bis 12 % der Dünen: In den Wüsten Australiens, Indiens und Pakistans (Thar) sowie in der Kalahari fehlen eigenartigerweise Sterndünen.

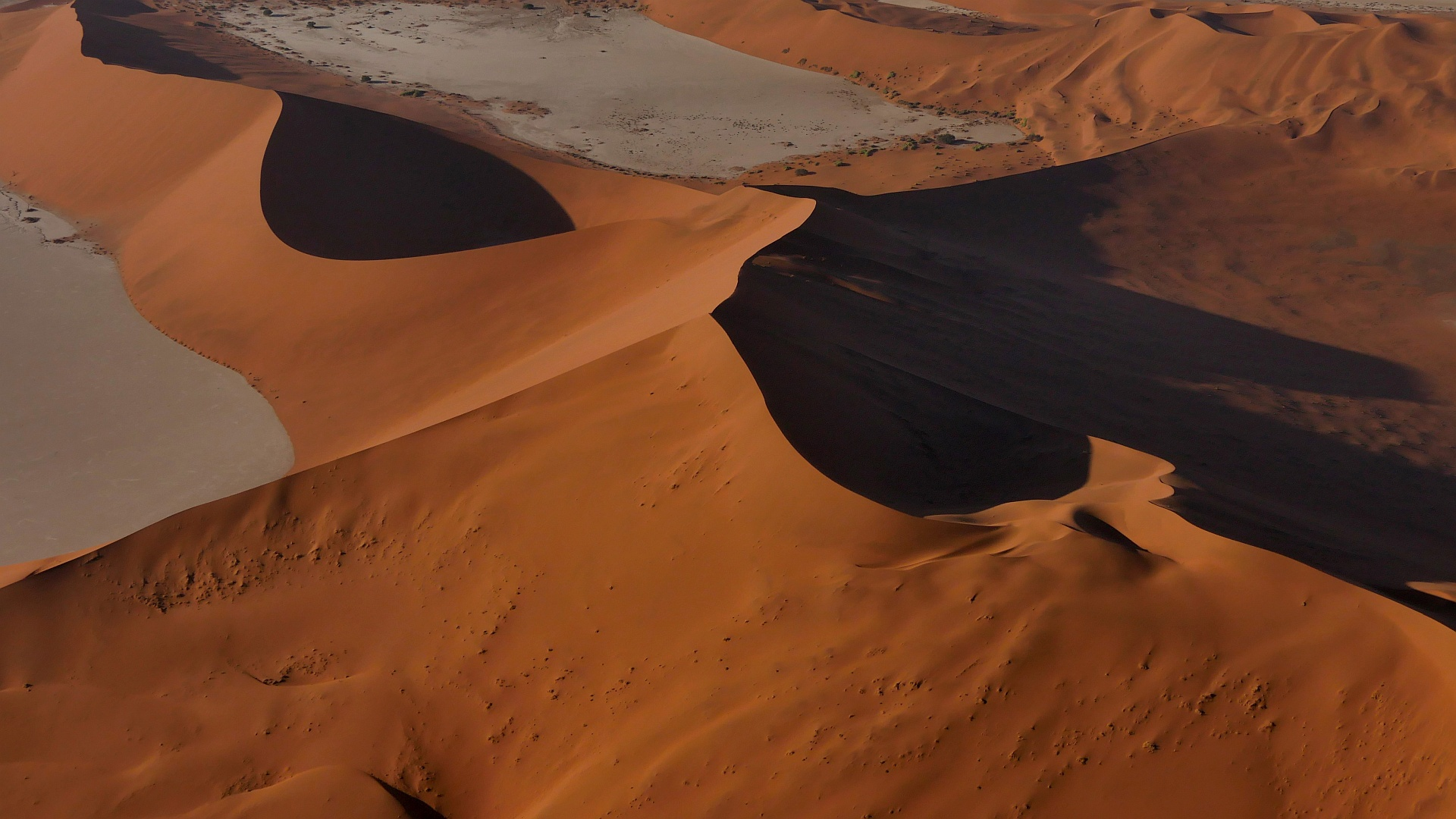
Big Daddy (Namib, Namibia)
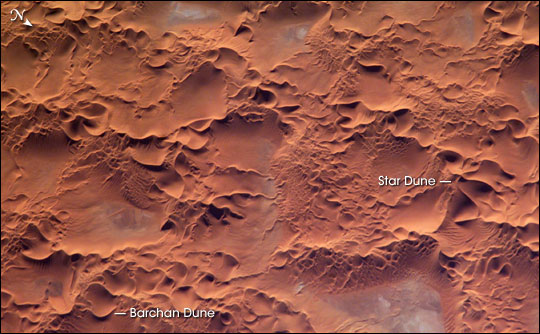
Erg Issaouane, Algerien: Sterndüne rechts markiert
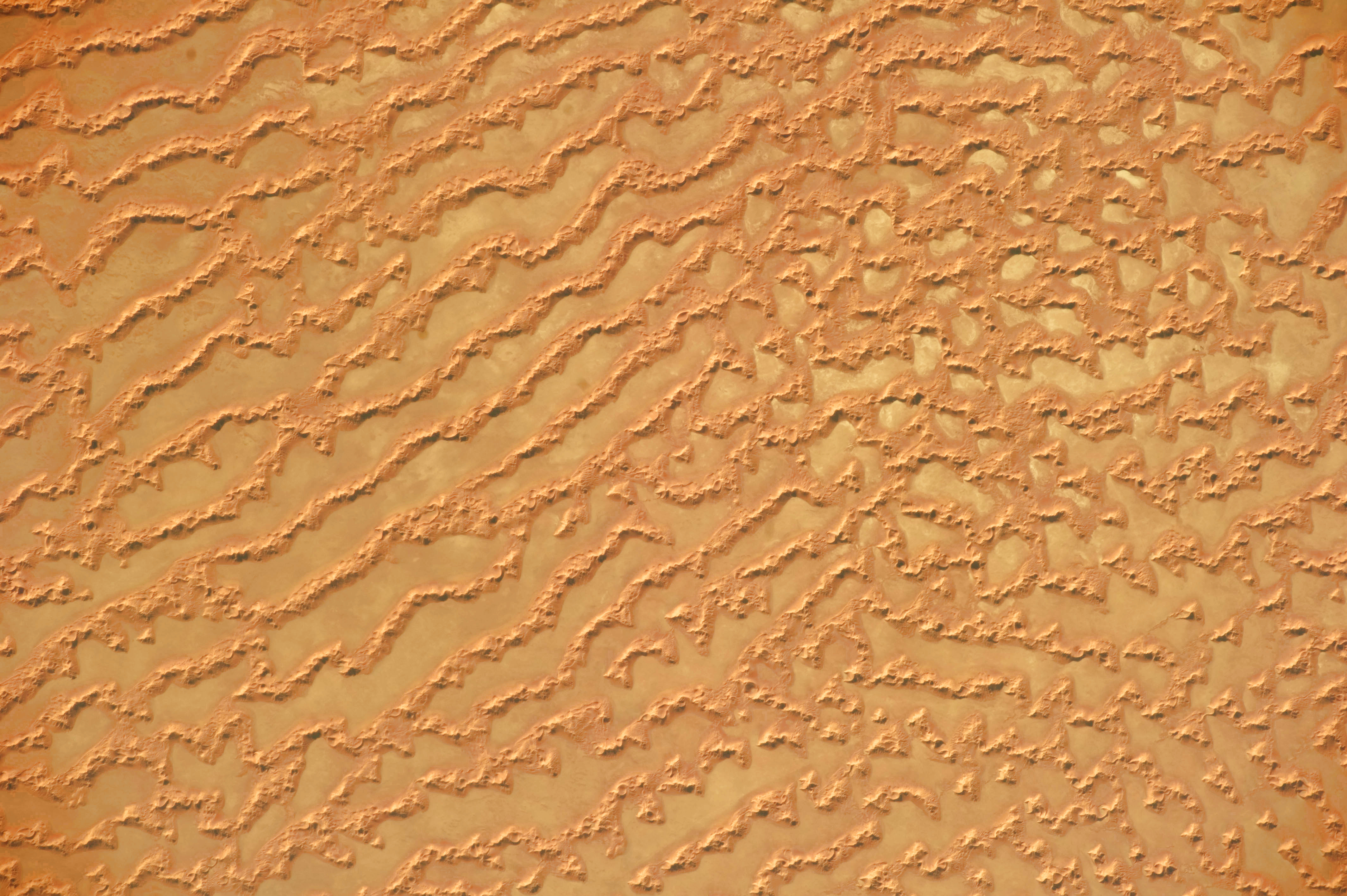
Rub al-Chali, Saudi-Arabien: Sterndünen im rechten Bildteil
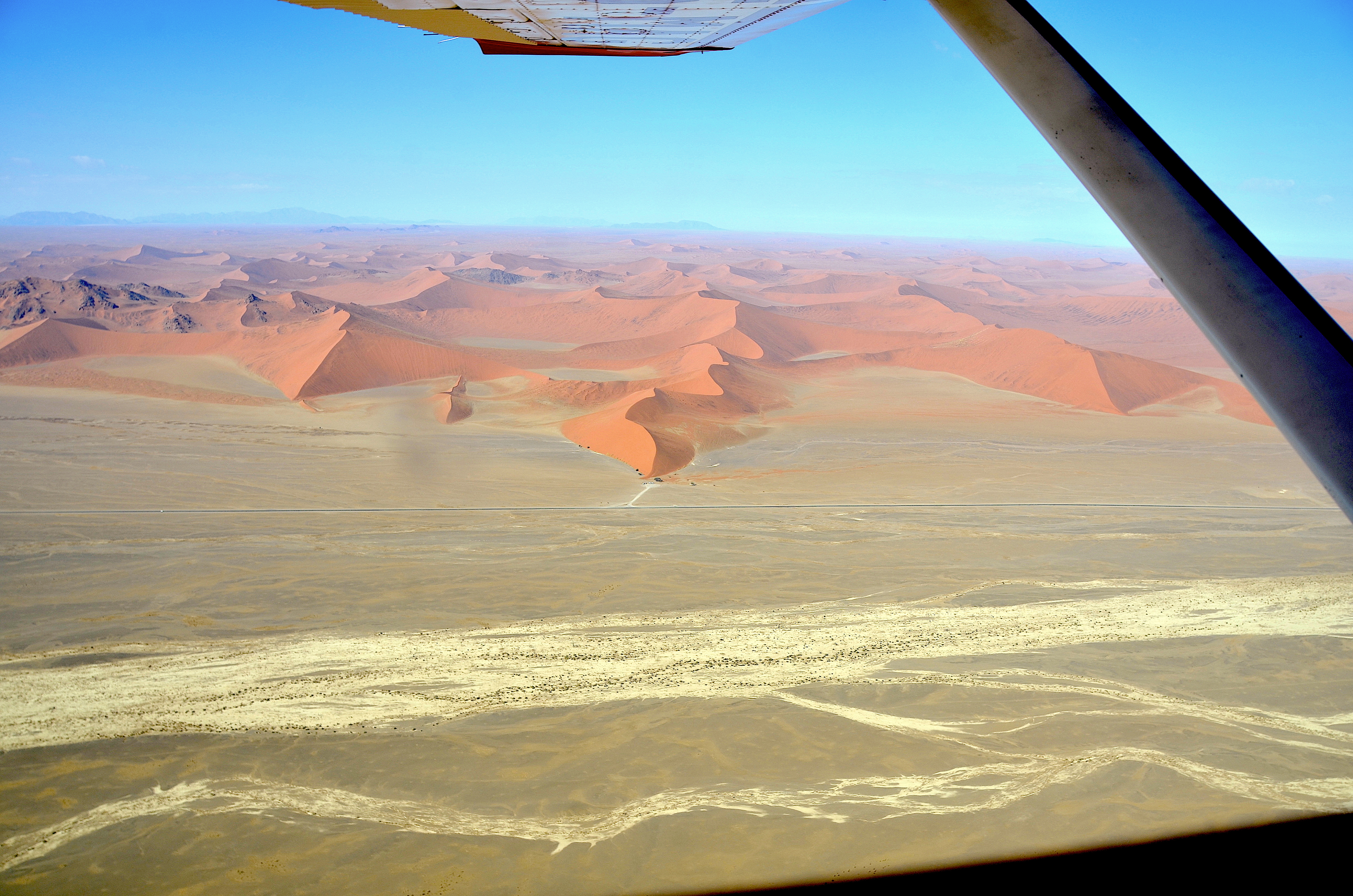
Tsauchab und Düne 45 (Sossusvlei, 2017)

Vorkommen im Einzelnen:
- Mexiko:
  - Gran Desierto de Pinacate
- Namibia:
  - Namib
- Russland:
  - Wüsten Südrusslands[21]
- Sahara:[22]
  - Grand Erg Occidental
  - Grand Erg Oriental
  - Erg Issaouane
  - Erg Fachi Bilma
- Saudi-Arabien:[23]
  - Dahana
  - Najd
  - Rub al-Chali
- Vereinigte Staaten:
  - Colorado: Great-Sand-Dunes-Nationalpark
  - New Mexico: White Sands National Monument

Beispiele für Sterndünen aus der erdgeschichtlichen Vergangenheit sind ebenfalls bekannt, beispielsweise aus dem permotriassischen Hopeman Sandstone am Moray Firth in Schottland.